# Campionati nord-centroamericani e caraibici di atletica leggera 2025
I Campionati nord-centroamericani e caraibici di atletica leggera 2025 sono stati la 5ª edizione dei campionati nord-centroamericani e caraibici di atletica leggera e si sono svolti a Freeport, nelle Bahamas, dal 15 al 17 agosto 2025. 
L'evento si sarebbe dovuto tenere originariamente a San Salvador, in El Salvador, dal 7 al 9 giugno 2024. È la seconda volta che i campionati regionali si sono svolti alle Bahamas, come nell'ultima edizione. Si sarebbero dovute svolgere 45 discipline, ma non si sono svolti i 10000 metri piani e il salto con l'asta maschili, il salto con l'asta, l'eptathlon e le staffette 4x100 m e 4x400 m femminili.

## Risultati

### Uomini
| Specialità | Oro                                                                      | Prestazione | Argento                                                               | Prestazione | Bronzo                                                                      | Prestazione |
| Corse piane |                                                                          |             |                                                                       |             |                                                                             |             |
| 100 m (vento +0.4 m/s) | Jerome Blake                                                             | 9"95        | Ryiem Forde                                                           | 10"01       | Rikkoi Brathwaite                                                           | 10"15       |
| 200 m (vento -0.5 m/s) | Aaron Brown                                                              | 20"27       | Christopher Taylor                                                    | 20"32       | José Figueroa                                                               | 20"53       |
| 400 m | Kirani James                                                             | 44"48       | Rusheen McDonald                                                      | 45"04       | Wendell Miller                                                              | 45"12       |
| 800 m | Handal Roban                                                             | 1'42"87     | Brandon Miller                                                        | 1'43"15     | Tyrice Taylor                                                               | 1'43"74     |
| 1 500 m | Foster Malleck                                                           | 3'37"54     | Charles Philibert-Thiboutot                                           | 3'40"57     | Carlos Vilches                                                              | 3'41"34     |
| 5 000 m | Drew Hunter                                                              | 14'38"85    | Cooper Teare                                                          | 14'38"89    | Héctor Pagán                                                                | 14'40"60    |
| Corse a ostacoli |                                                                          |             |                                                                       |             |                                                                             |             |
| 110 hs (vento -1.4 m/s) | Demario Prince                                                           | 13"35       | Dylan Beard                                                           | 13"39       | Jahiem Stern                                                                | 13"63       |
| 400 hs | CJ Allen                                                                 | 48"22       | Malik James-King                                                      | 48"28       | Assinie Wilson                                                              | 48"75       |
| 3 000 siepi | Daniel Michalski                                                         | 8'14"07     | Aaron Ahl                                                             | 8'17"17     | Kenneth Rooks                                                               | 8'26"52     |
| Marcia |                                                                          |             |                                                                       |             |                                                                             |             |
| Marcia 20000 m | Erick Barrondo                                                           | 1h28'54"12  | José Ortiz                                                            | 1h28'55"32  | Nick Christie                                                               | 1h32'15"28  |
| Salti |                                                                          |             |                                                                       |             |                                                                             |             |
| Salto in alto | Tyus Wilson                                                              | 2,24 m      | Donald Thomas                                                         | 2,21 m      | Luis Castro                                                                 | 2,21 m      |
| Salto in lungo | Nikaoli Williams                                                         | 8,16 m      | Will Williams                                                         | 7,96 m      | Shawn-D Thompson                                                            | 7,87 m      |
| Salto triplo | Kaiwan Culmer                                                            | 16,56 m     | Andy Hechavarría                                                      | 16,45 m     | Will Claye                                                                  | 16,36 m     |
| Lanci |                                                                          |             |                                                                       |             |                                                                             |             |
| Getto del peso | Josh Awotunde                                                            | 21,68 m     | Uziel Muñoz                                                           | 20,89 m     | Juan Carley Vázquez                                                         | 20,68 m     |
| Lancio del disco | Fedrick Dacres                                                           | 65,10 m     | Sam Mattis                                                            | 64,06 m     | Chad Wright                                                                 | 62,85 m     |
| Lancio del martello | Daniel Haugh                                                             | 77,08 m     | Rudy Winkler                                                          | 76,87 m     | Jerome Vega                                                                 | 74,95 m     |
| Lancio del giavellotto | Curtis Thompson                                                          | 87,24 m     | Dash Sirmon                                                           | 77,04 m     | Elvis Graham                                                                | 76,69 m     |
| Prove multiple |                                                                          |             |                                                                       |             |                                                                             |             |
| Decathlon | Austin West                                                              | 8038 pt     | Kendrick Thompson                                                     | 7515 pt     | Kenny Moxey Jr.                                                             | 6412 pt     |
| Staffette |                                                                          |             |                                                                       |             |                                                                             |             |
| Staffetta 4×100 m | Canada Aaron Brown Jerome Blake Brendon Rodney Eliezer Adjibi            | 38"05       | Giamaica Ashanie Smith Kadrian Goldson Ryiem Forde Christopher Taylor | 38"53       | Bahamas Adam Musgrove Terrence Jones Ian Kerr Wanya McCoy                   | 38"57       |
| Staffetta 4×400 m | Giamaica Bovel McPherson Zandrian Barnes Delano Kennedy Rusheen McDonald | 3'02"86     | Messico Edgar Ramírez Guilermo Campos Valente Mendoza Luis Aviles     | 3'05"40     | Grenada Shaquane Toussaint Jayden Phillip Joshem Sylvester Michael Francois | 3'07"94     |
| record mondiale; record mondiale stagionale; record nord-centroamericano e caraibico; record dei campionati; record nazionale; record personale; record personale stagionale. |                                                                          |             |                                                                       |             |                                                                             |             |

### Donne
| Specialità | Oro                     | Prestazione | Argento               | Prestazione | Bronzo                  | Prestazione |
| Corse piane |                         |             |                       |             |                         |             |
| 100 m (vento: -1.1 m/s) | Jonielle Smith          | 12"83       | Liranyi Alonso        | 11"10       | Anthaya Charlton        | 11"12       |
| 200 m (vento: -0.6 m/s) | Anthonique Strachan     | 22"77       | Miriam Sánchez Tapia  | 22"87       | Gabrielle Matthews      | 23"02       |
| 400 m | Nickisha Pryce          | 49"95       | Wadeline Venlogh      | 50"23       | Lynna Irby-Jackson      | 50"47       |
| 800 m | Nia Akins               | 1'59"75     | Shafiqua Maloney      | 1'59"98     | Kelly-Ann Beckford      | 2'00"17     |
| 1 500 m | Emily Mackay            | 4'09"48     | Dani Jones            | 4'10"49     | Lucia Stafford          | 4'11"11     |
| 5 000 m | Anisleidis Ochoa Suarez | 15'35"80    | Bailey Hertenstein    | 15'36"34    | Regan Yee               | 15'39"56    |
| 10 000 m | Taylor Roe              | 32'19"84    | Anisleidis Ochoa      | 33'37"20    | Beverly Ramos           | 36'08"11    |
| Corse a ostacoli |                         |             |                       |             |                         |             |
| 100 hs (vento: -0.8 m/s) | Amoi Brown              | 12"83       | Tatiana Aholou        | 13"01       | Aasia Laurencin         | 13"04       |
| 400 hs | Tia-Adana Belle         | 54"67       | Sanique Walker        | 54"94       | Yara Amador Aldaba      | 55"55       |
| 3 000 siepi | Krissy Gear             | 9'35"97     | Grace Fetherstonhaugh | 9'43"91     | Alondra Negron          | 10'31"96    |
| Marcia |                         |             |                       |             |                         |             |
| Marcia 20000 m | Rachell De Orbeta       | 1h36'15"88  | Mirna Ortiz           | 1h37'52"58  | Katie Burnett           | 1h45'16"36  |
| Salti |                         |             |                       |             |                         |             |
| Salto in alto | Vashti Cunningham       | 1,91 m      | Sanaa Barnes          | 1,91 m      | Dacsy Brisón Beaumont   | 1,88 m      |
| Salto in lungo | Alyssa Jones            | 6,74 m      | Alysbeth Felix        | 6,64 m      | Tyra Gittens-Spotsville | 6,64 m      |
| Salto triplo | Shanieka Ricketts       | 14,23 m     | Euphenie Andre        | 13,26 m     | Agur Dwol               | 13,20 m     |
| Lanci |                         |             |                       |             |                         |             |
| Getto del peso | Sarah Mitton            | 20,02 m     | Jessica Ramsey        | 18,27 m     | Jessica Woodard         | 18,05 m     |
| Lancio del disco | Samantha Hall           | 61,19 m     | Gabi Jacobs           | 57,07 m     | Julia Tunks             | 56,78 m     |
| Lancio del martello | Janee' Kassanavoid      | 74,31 m     | Nayoka Clunis         | 69,30 m     | Jillian Weir            | 69,08 m     |
| Lancio del giavellotto | Evelyn Bliss            | 58,62 m     | Madison Wiltrout      | 58,33 m     | Rhema Otabor            | 53,70 m     |
| record mondiale; record mondiale stagionale; record nord-centroamericano e caraibico; record dei campionati; record nazionale; record personale; record personale stagionale. |                         |             |                       |             |                         |             |

### Misti
| Specialità | Oro                                                                    | Prestazione | Argento                                                                       | Prestazione | Bronzo                                                                 | Prestazione |
| Staffetta 4×400 m | Giamaica Bovel McPherson Leah Anderson Zandrian Barnes Stacey Williams | 3'11"10     | Bahamas Gregory Seymour Katrina Seymour-Stamps Andrew Styles Javonya Valcourt | 3'18"93     | Barbados Desean Boyce Sakena Massiah Raheem Taitt-Best Tia-Adana Belle | 3'20"80     |
| record mondiale; record mondiale stagionale; record nord-centroamericano e caraibico; record dei campionati; record nazionale; record personale; record personale stagionale. |                                                                        |             |                                                                               |             |                                                                        |             |

## Medagliere
Legenda
     Paese ospitante
| Posizione | Paese                     | Oro | Argento | Bronzo | Totale |
| --------- | ------------------------- | --- | ------- | ------ | ------ |
| 1         | Stati Uniti               | 17  | 13      | 6      | 36     |
| 2         | Giamaica                  | 9   | 7       | 8      | 24     |
| 3         | Canada                    | 5   | 4       | 4      | 13     |
| 4         | Bahamas                   | 2   | 2       | 5      | 9      |
| 5         | Cuba                      | 1   | 2       | 2      | 5      |
| 6         | Guatemala                 | 1   | 2       | 0      | 3      |
| 7         | Porto Rico                | 1   | 1       | 7      | 9      |
| 8         | Saint Vincent e Grenadine | 1   | 1       | 0      | 2      |
| 9         | Grenada                   | 1   | 0       | 1      | 2      |
| 10        | Barbados                  | 1   | 0       | 0      | 1      |
| 11        | Messico                   | 0   | 3       | 2      | 5      |
| 12        | Rep. Dominicana           | 0   | 1       | 0      | 1      |
| 12        | Haiti                     | 0   | 1       | 0      | 1      |
| 14        | Isole Vergini Britanniche | 0   | 0       | 1      | 1      |
| 14        | Saint Lucia               | 0   | 0       | 1      | 1      |
| 14        | Trinidad e Tobago         | 0   | 0       | 1      | 1      |
| Totale    | Totale                    | 39  | 39      | 39     | 117    |